# Sebastian Santin
Sebastian Santin (* 15. Juni 1994 in Bregenz) ist ein österreichischer Fußballspieler.

## Karriere
Santin begann seine Karriere beim FC Hard. Nachdem er sämtliche Jugendmannschaften durchlaufen hatte, rückte er zur Saison 2011/12 in den Kader der Kampfmannschaft auf. Sein Debüt für die Vorarlberger in der Regionalliga gab er im September 2011, als er am achten Spieltag jener Saison gegen den TSV St. Johann in der 86. Minute für Julian Lipburger eingewechselt wurde.
Zu Saisonende hatte Santin 14 Einsätze zu Buche stehen. In den folgenden Saisonen wurde er Stammspieler bei Hard. Zu Ende der Saison 2016/17 hatte er insgesamt 153 Spiele für Hard in der Regionalliga West absolviert, in denen er 33 Tore erzielte.
Zur Saison 2017/18 wechselte er zum Zweitligisten WSG Wattens. Sein Debüt in der zweiten Liga gab er im Juli 2017, als er am ersten Spieltag jener Saison gegen den TSV Hartberg in der Startelf stand und in der Halbzeitpause durch Simon Zangerl ersetzt wurde. Mit der WSG Wattens stieg er 2019 als Zweitligameister in die Bundesliga auf, woraufhin sich der Verein in WSG Tirol umbenannte. In drei Spielzeiten für die WSG kam er zu 77 Bundes- und Zweitligaeinsätzen.
Zur Saison 2020/21 wechselte er nach Liechtenstein zum Schweizer Erstligaaufsteiger FC Vaduz. Für Vaduz kam er zu acht Einsätzen in der Super League, aus der er mit den Liechtensteinern allerdings prompt wieder abstieg. Im August 2021 kehrte er nach Österreich zurück und schloss sich dem Zweitligisten FC Dornbirn 1913 an, bei dem er einen bis Juni 2022 laufenden Vertrag erhielt. Für Dornbirn absolvierte er 83 Spiele in der 2. Liga. Nachdem dem Team nach der Saison 2023/24 die Zweitligazulassung entzogen worden war, verließ er den Verein. Im September 2024 verlängert schließlich doch in Dornbirn.